# 펀트건

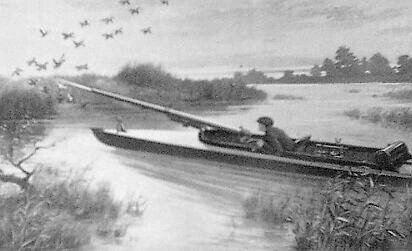
1911년 10월 사이언스 앤 매카닉스(Science and Mechanics) 잡지에 실린 펀트건

펀트건(Punt Gun)은 19세기와 20세기 초에 상업용 수확 작업을 위해 많은 수의 물새를 쏘기 위해 사용된 초대형 산탄총의 일종이다. 이 무기는 특성상 개인이 어깨에서 발사하거나 혼자 휴대하기에는 너무 크지만, 포병과 달리 펀트 건은 탈것에서 한 사람이 조준하고 발사할 수 있다. 이 경우 마운트는 일반적으로 소형 선박(예: 펀트)이다. 많은 초기 모델은 일반 크기의 어깨 개머리판과 전체 길이의 목재 개머리판이 있는 당시 어깨 무기의 대형 버전과 유사하게 보인다. 대부분의 최신 변형은 전체 길이의 개머리판을 없애고, 특히 최신 모델에서는 장착 하드웨어를 건에 고정하여 핀틀(pintle)에 장착할 수 있도록 한다.

## 같이 보기
- M18A1 클레이모어
- 대전차소총
- 천보총
- 리볼데퀸
- 제사총